# Colonia și protectoratul Kenyei
Colonia și protectoratul Kenyei a luat naștere, în mod oficial, ca parte din Imperiul Britanic în 1920, când Protectoratul Africii de Est devine colonie a coroanei britanice. Ea ocupa în mare parte teritoriul actual al Kenyei, cu excepția unei fâșii de coastă (concesionată de la sultanul din Zanzibar) numită Protectoratul Kenyei care avea „de facto” aceeași administrație. Odată cu dobândirea statutului de colonie, activitatea economică se intensifică, în special în agricultură, datorită creșterii numărului de ferme ale europenilor (britanici, dar și de alte naționalități) axate pe culturile de cafea și ceai. În timpul celui de-al Doilea Război Mondial Kenya devine o importantă bază militară britanică, în special pentru operațiunile împotriva italienilor din Somaliland și Etiopia. Încă de la înființarea coloniei, odată cu creșterea numărului așezărilor europene, se înmulțesc și conflictele cu populația locală, care se acutizează în timp, dând naștere la conflicte care vor duce, în final, la retragerea administrației britanice și la nașterea unui nou stat independent în 1963: Kenya.

## Demografie
Nairobi a fost capitala coloniei, în timp ce Mombasa era cel mai mare oraș în anul 1921, cu 32 000 de locuitori. Populația totală era în acel an estimată la 2 376 000, dintre care 9 651 erau europeni, 22 822 indieni și arabi 10 102. Restul de 2 333 000 erau localnici africani, iar dintre aceștia cei mai numeroși erau etnicii kikuyu (aprox. 25%), care se vor dovedi și cei mai activi, atât din punct de vedere economic, cât și politic.

## Premize
Dominația britanică în zonă are însă o istorie mai veche. Compania Britanică a Africii de Est (BEAC) concesionează în 1888, de la sultanul din Zanzibar, o fâșie de aproximativ 15 km pe coastă, intrând astfel în conflict cu Germania imperială, care ocupase această zonă și stabilise un protectorat încă din 1885. Conflictul imperial mocnit se stinge în 1890, odată cu retragerea Germaniei de pe coastă, în schimbul controlului cedat de britanici asupra coastei Tanganyicăi. Forța colonială se lovește ocazional de rezistență locală, astfel că Waiyaki Wa Hinga, un șef kikuyu care stăpânea Dagoretti și care semnase un tratat cu Frederick Lugard de la BEAC, se răzvrătește și arde fortul lui Lugard în 1890. Waiyaki a fost prins și ucis doi ani mai târziu.
În 1895, guvernarea britanică se extinde spre interiorul Africii de Est până la Lacul Naivasha, luând astfel naștere Protectoratul Africii de Est. Începând cu colonizarea din 1895, Valea Marelui Rift și înălțimile dimprejur devin o enclavă a coloniștilor albi angajați în cultivarea cafelei, care se bazau însă pe munca, în special, a localnicilor kikuyu. Granița se extinde spre Uganda în 1902, iar din 1920 protectoratul mărit, cu excepția unei fâșii de coastă, devine colonie a coroanei. 
Un factor important al vitezei cu care s-au înmulțit așezările albilor în Kenya l-a avut construcția Căii Ferate Uganda, începută în 1895 și finalizată în 1903, care lega Protectoratul Britanic al Ugandei de Mombasa, străbătând Kenya.

## Activitatea politică până înAl Doilea Război Mondial
Înainte de Primul Război Mondial activitatea politică nu a fost una de amploare, dar după război și în special, după 1920, activitatea politică se intensifică pe fondul noilor taxe impuse de administrația colonială, a salariilor mici și a valului de coloniști care își înființează noi așezări. Experiența acumulată de către africanii în război, împreună cu înăsprirea dominației britanice după proclamarea Kenyei ca și Colonie a Coroanei, a dat naștere la o activitate politică considerabilă în anii 1920, care a culminat cu mișcarea condusă de arhidiaconul Owen "Piny Owacho" (Vocea Poporului) și înființarea „Asociației tinerilor Kikuyu” (redenumită „Asociația Africii de Est”)  în 1921 de către Harry Thuku (1895-1970), care a dat un sentiment de naționalism pentru mulți kikuyu și a pledat pentru nesupunere civilă. 
Activitatea politică între cele două războaie a avut un caracter local, cu o manifestare mai energică în triburile luo, unde tineri cu vederi progresiste devin lideri. Prin anii 1930 guvernul a început să intervină impunând controale mai stricte asupra activităților comerciale ale africanilor, o supraveghere mai strictă în învățământ, precum și asupra migrațiilor tribale pe anumite terenuri. Tineri comunicatori formați la bisericile misionare îi înlocuiesc pe șefii tradiționali, iar alții se înrolează în serviciul public. Aceștia constituie și nucleul mișcărilor politice ale acestei perioade.
Kenya a devenit, după război, locul favorit de retragere a tinerilor ofițeri britanici din înalta societate, care au imprimat o rezonanță aristocratică colonizării. Cei care dețineau un capital de 1000 ₤ primeau gratuit 1000 de acri (4 km²), obiectivul guvernului fiind acela de a accelera modernizarea și creșterea economică. Astfel, guvernul îi încuraja să înființeze plantații de cafea, care necesitau mașini scumpe și o forță de muncă stabilă, trebuind patru ani pentru a obține prima recoltă. Acești veterani vor avea și o importantă influență politică, chiar dacă reprezentau o minoritate. Puterea era concentrată în mâinile guvernatorului, chiar dacă un Consiliu Legislativ și unul executiv fuseseră create încă din 1906. După stabilirea coloniei, în 1920, coloniștilor albi li se permite să-și aleagă reprezentanți în Consiliul Legislativ. Coloniștii europeni au păstrat acest drept doar pentru ei înșiși și s-au  opus cererilor similare ale comunităților indiene sau arabe mult mai numeroase. De asemenea, guvernul a numit un european care să reprezinte interesele africanilor în Consiliu. În "Declarația Devonshire" din 1923, Guvernul Colonial a declarat că reprezentarea intereselor africanilor (peste 95% din populație) au o importanță capitală, însă realizarea acestui obiectiv a durat patru decenii.

## Al Doilea Război Mondial
În al Doilea Război Mondial (1939-1945), Kenya a devenit o importantă bază militară britanică pentru campanii de succes împotriva Italiei în Somalia și Etiopia. Războiul a adus bani și o oportunitate pentru serviciul militar pentru 98.000 de africani, numiți "askaris". Aceștia erau înrolați în corpul de Pușcași Africani ai Regelui Războiul King's African Rifles (KAR). Războiul a stimulat naționalismul african. Cu toate acestea, acești militari nu își vedeau interesele în afara forței coloniale. Participarea africanilor în KAR a creat o nouă societate africană modernizată, cu interese și aspirații noi, care se va dovedi o forță după război.

## Schimbări în mediul rural
Oficialii britanici au încercat să modernizeze agricultura kikuyu în districtul Murang'a în perioada 1920-1945. Bazându-se pe noi concepte de management științific și pe tipuri noi de recolte, au impus o serie de schimbări în producția vegetală și în tehnica agricolă, cu pretenția de a îmbunătăți agricultura în rezervațiile tribale din colonie. Deși criticată ca fiind înapoiată de către oficialii britanici și coloniștii albi, agricultura din Africa s-a dovedit rezistentă, iar agricultorii kikuyu s-au angajat pe scară largă în reformele agrare ale statului colonial.

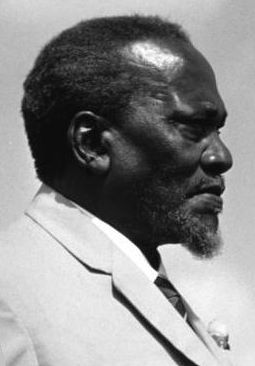
Jomo Kenyatta

Modernizarea a fost accelerată de al Doilea Război Mondial. Cele mai importante exploatări agricole ale africanilor au fost cele ale comunităților luo, printre acestea și a patriarhului care a format echipe conduse de soțiile sale, care împreună cu copii lor au lucrat pământul în mod regulat. Chiar dacă nu mai poate fi considerată agricultură tradițională, era totuși în mare măsură de auto-suficiență și acest mod de producție a avut un impact nesemnificativ pe piață. Presiunea suprapopulării și perspectivele muncii plătite, deja evidente către 1945, a făcut ca acest sistem de subzistență economică să fie din ce în ce mai învechit și să accelereze dezvoltarea agriculturii comerciale și a emigrării către orașe. O lege din 1968 a încercat să modernizeze tipul de proprietate și modul de utilizare a terenurilor tradiționale, însă actul a produs consecințe nedorite, cu conflicte noi.

## Uniunea Africană din Kenya
Ca o reacție la excluderea lor de la reprezentarea politică, grupul kikuyu, cel mai supus la presiuni de către coloniști, a fondat în 1921 prima mișcare africană de protest politic din Kenya, Asociația Tinerilor Kikuyu, condusă de Harry Thuku. Ulterior, Asociația a fost interzisă de către guvern, iar în locul ei a luat naștere Asociația Centrală Kikuyu, în 1924.
În 1944, Thuku a fondat și a fost primul președinte al organizației multi-tribale „Uniunea de Studiu African din Kenya” (KASU) Kenya, care în 1946 a devenit Uniunea Africană din Kenya (KAU). A fost o organizație naționalistă africană, care a cerut accesul la terenurile deținute de albi. KAU a acționat ca o asociație de circumscripție pentru primul negru membru al Consiliului Legislativ din Kenya, Eliud Mathu, care a fost nominalizat în 1944 de către guvernator, după consultarea opiniei elitei africane. KAU a rămas dominată de grupul etnic kikuyu. În 1947, Jomo Kenyatta, fostul președinte al moderatei Asociații Centrale Kikuyu, a devenit președinte al mai agresivei KAU și cere drepturi politice sporite pentru africani.
Ca răspuns la presiunile crescânde, Biroul Colonial Britanic a crescut numărul de membri în Consiliul Legislativ și i-a sporit rolul. Astfel că, din 1952, Consiliul era format din 14 europeni, un arab și 6 asiatici aleși, la care se adaugă membrii numiți de guvernator: 6 africani și un arab. Consiliul de Miniștri a devenit principalul instrument de guvernare în 1954.

## Revolta Mau Mau
Revolta Mau Mau (1952-1956) a fost o mișcare armată locală îndreptată, în principal, împotriva guvernului colonial și a coloniștilor europeni. A fost mișcarea cea mai mare și cea mai de succes din Africa britanică, dar fără reacții în alte colonii. Protestul a fost susținut aproape exclusiv de kikuyu, în ciuda încercării de a atrage și alte grupuri prin revendicări legate de drepturile asupra terenurilor și anti-europene. Mișcarea Mau Mau a fost, de asemenea, o luptă internă între liderii kikuyu. Harry Thuku nu a susținut aceste acțiuni violente. Britanicii au ucis peste 4000 de membrii Mau Mau, aceștia suprimând cu ferocitate și cruzime orice rezistență. Kenyatta a negat că a fost un lider Mau Mau, dar, cu toate acestea, a fost judecat, condamnat și trimis la închisoare în 1953, câștigându-și libertatea abia în 1961. Pentru a sprijini campania militară, guvernul colonial a demarat reforme agrare care îi privau pe coloniștii albi de multe dintre fostele privilegii, de exemplu, li s-a permis pentru prima dată africanilor să cultive cafea, cea mai profitabilă cultură. Thuku a fost printre primii kikuyu care a câștigat o licență pentru cafea, iar în 1959 a devenit primul membru african al consiliului de conducere al Uniunii Plantatorilor de Cafea din Kenya.

## Dezbateri constituționale
După suprimarea revoltei Mau Mau, britanicii sunt de acord cu alegerea directă a celor șase membri africani din Consiliul Legislativ. Noua Constituție colonială din 1958 a crescut numărul de reprezentanți africani, dar naționaliștii africani au început să ceară o reprezentare democratică pe principiul „un om, un vot”. Cu toate acestea, europenii și asiaticii, din cauza poziției lor minoritare, se temeau de efectele votului universal.
La o conferință care a avut loc în 1960, la Londra, s-a încheiat un acord între africani și coloniștii englezi afiliați la New Kenya Group, o organizație a albilor condusă de Michael Blundell. Cu toate acestea, majoritatea albilor au respins organizația și au condamnat Acordul de la Londra, pentru că îi priva de drepturile rasiale și crea cadrul pentru independență. În urma înțelegerii s-a format un nou partid african, „Uniunea Național Africană din Kenya”(KANU), cu sloganul „Uhuru”, adică „Libertate”, sub conducerea liderului kikuyu James S. Gichuru și a lui Mboya Tom. Mboya a fost o figură importantă din 1951 până la moartea sa, în 1969. Mboya, ca secretar general al Federației Kenyene a Muncii și lider al KANU, înainte și după proclamarea independenței, a reușit cu măiestrie să treacă peste factorul tribal în viața economică și politică din Kenya pentru a reuși ca un luo într-o mișcare predominant kikuyu. 
O scindare în KANU a dat naștere unui partid separatist rival, Uniunea Democrată Africană din Kenya (KADU), condus de R. Ngala și Muliro M. La alegerile din februarie 1961, KANU a câștigat 19 din cele 33 de locuri ale africanilor din Consiliul Legislativ, în timp ce KADU a câștigat 11 (alte 20 de locuri au fost rezervate pentru europeni, asiatici și arabi). Kenyatta a fost eliberat în august și a devenit președinte al KANU în octombrie.
În 1959, liderul naționalist Tom Mboya a început un program, finanțat de americani, de a trimite tineri talentați în Statele Unite pentru învățământul superior. La acea vreme nu era nicio universitate în Kenya și oricum coloniștii s-ar fi opus creării uneia. În anul următor, senatorul John F. Kennedy a ajutat la finanțarea programului, care a antrenat aproximativ 70% dintre liderii de top ai noii națiuni, inclusiv prima femeie din Africa care a câștigat Premiul Nobel pentru Pace, ecologista Wangari Maathai.